# The Painted Man
The Painted Man (The Warded Man i USA) är en fantasyroman skriven av den amerikanska författaren Peter V. Brett. Det är den första boken i serien The Demon Cycle, en pentalogi. The Painted Man publicerades i Storbritannien den 1 september 2008 och i USA i mars 2009. Den har översatts till tyska, japanska, polska, tjeckiska, franska, spanska, holländska, portugisiska, serbiska och estniska.

## Handling
I The Painted Man får läsaren parallellt följa de tre protagonisterna Arlen, Leesha och Rojer under deras uppväxt. Varje natt reser sig demoner från under jorden och förstör byggnader och äter människor. Det enda som håller dem borta från människorna är så kallade wards, magiska skyddsrunor som människorna målar eller etsar in i husens virke. Skyddsrunorna stöter bort demonerna men skadar dem inte, då battle wards att försvara sig med sedan länge är förlorade för människan. Människan har under de senaste århundradena dessutom förlorat all kunskap om elektricitet, medicin och annan vetenskap till demonernas fördärv.
Den fattige pojken Arlen förlorar vid 11 års ålder sin mor i en demonattack och ger sig av från sin lilla by till de fria städerna. Han söker efter de länge förlorade krigsrunorna som skulle ge människan möjlighet att för första gången på hundratals år slå tillbaka mot demonerna.
13-åriga Leesha har hela sitt liv drömt om att få gifta sig med byns stiligaste pojke och bära hans barn, men när hon felaktigt pekas ut som en slampa vänder sig hela byn mot henne. Den enda som tar hennes parti är helaren Bruna som tar in Leesha som sin lärling. Bruna besitter både läkekunskaper och kunskaper om den gamla vetenskapen. Leesha lär sig att hon som kvinna inte behöver begränsas till att bära en mans barn.
3 år gammal blir Rojer föräldralös i en demonattack som ödelägger hela hans by, med undantag från han själv och en resande bard (i boken: Jongleur). Rojer fostras av barden och lär sig de narrkonster som en resande bard måste kunna. Det visar sig att musiken från Rojers violin har en inverkan på demonerna.